# Llicència lliure
Una llicència lliure o Open source (en anglès) és una llicència utilitzada al programari que segueix els principis del codi obert. Una llicència es considerarà lliure si ha estat aprovada per l'Open Source Initiative (OSI). El programari de domini públic (sense cap llicència) compleix tots els criteris per a obtindre una llicència lliure sempre que tot el codi font estigui disponible i estigui reconegut per la OSI.

## Definició
L'Open Source Initiative ha establert les següents 10 condicions que ha de complir una llicència per ser considerada lliure i, per tant, de programari obert:
- 1. Lliure redistribució: el programari ha de poder ser regalat o venut lliurement.
- 2. Codi font: el codi font ha d'estar inclòs o obtindre's lliurement.
- 3. Treballs derivats: la redistribució de modificacions ha de ser permesa.
- 4. Integritat del codi font de l'autor: les llicències poden necessitar que les modificacions siguin redistribuïdes com a complements.
- 5. Sense discriminació de persones o grups: no es pot deixar fora a ningú.
- 6. Sense discriminació de zones d'iniciativa: els usuaris comercial no poden ser exclosos.
- 7. Distribució de la llicència: Cal aplicar els mateixos drets a tots els que utilitzen el programari.
- 8. La llicència no pot ser específica d'un producte: el programari no pot llicenciar-se no més com una part d'una distribució major.
- 9. La llicència no pot restringir altre programari: la llicència no pot obligar que cap altre programari que sigui de codi obert ho sigui també.
- 10. La llicència ha de ser tecnològicament neutral: no pot requerir-se l'acceptació de la llicència per mitjà d'un accés per clic de ratolí o d'altra forma específica del medi de suport del programari.

La definició es basà en les Directrius del programari lliure de Debian, va ser escrita i adaptada inicialment per Bruce Perens.

## Història
No hi ha una primera llicència lliure reconeguda, però unes de les primeres són la de TeX i la del sistema de finestres X11.
A mitjan anys 80, el Projecte GNU va produir una llicència lliure per a cada un dels seus programes. Totes aquestes llicències van ser reemplaçades el 1989 per la primera versió GPL (GNU General Public License). La segona versió de la GPL va publicar-se el 1991, que fins hui en dia ha estat la llicència lliure més utilitzada.
A meitat i finals dels 90, una gran quantitat de companyies van desenvolupar una sèrie de noves llicències i projectes que van crear alguns problemes de complexitat i de compatibilitat de llicències. Aquest problemes pareixen haver-se solucionat durant la primera part de la dècada dels anys 2000.